# Тодор Арсов
Тодор Дончов Арсов е македонски и югославски партизанин, участник в комунистическата съпротива във Вардарска Македония.

## Биография
Роден е на 27 септември 1912 година в град Щип. Завършва основно училище в родния си град, а след това гимназия във Враня и Зайчар. По време на ученето си става член на литературната дружина Йован Скерлич и член на СКМЮ. След това учи в Юридическия факулет на Белградския университет. През септември 1935 година става член на ЮКП. В резултат на това е арестуван и хвърлен три месеца в затвора Главняча. След това е върнат в родния си град и става член на Местния комитет на ЮКП. През април 1937 година е арестуван отново и престоява три месеца в затворите във Велес и Скопие. После е прехвърлен в Белград, където е съден и пратен в затвора Лепоглава. По време на Операция Ауфмарш 25 преминава наборна служба в автобригада в Охрид. През юни 1941 година става член на обновения Местен комитет на ЮКП.
През юни 1941 година завършва право в Софийския университет. До средата на 1942 година стажува при адвокат в Окръжния съд в Скопие, но под заплахата да бъде разкрит се премества в Кюстендил. На 20 април 1943 се завръща в Щип. Става политически комисар на Щаба на Четвърта оперативна зона на НОВ и ПОМ. На 21 май 1943 година е убит в престрелка с български части и полиция, докато се придвижва с Брегалнишкия народоосвободителен партизански отряд „Гоце Делчев“, на който е политически комисар.